# بطولة كاريوكا 2006
بطولة كاريوكا 2006 هو موسم من بطولة كاريوكا. فاز فيه بوتافوغو ريغاتاس.